# ダーティ・フィンガーズ
『ダーティ・フィンガーズ』（Dirty Fingers）は、北アイルランドのギタリスト、ゲイリー・ムーアが1983年に発表した5作目のスタジオ・アルバム。ただし、録音順としては4作目の『コリドーズ・オブ・パワー』（1982年発売）よりも前である。

## 背景
ジェット・レコードと契約していた頃に録音された作品の一つで、1981年初頭より制作が進められていたが、ムーアとジェット・レコードの関係が悪化していたため、リアルタイムでは12インチ・シングル「ニュークリア・アタック」しかリリースされず、ムーアは1981年末にジェットとの契約を解除する。そして、1983年に「幻のアイテム」として日本で先行発売された。ムーアのアルバムとしては唯一、元テッド・ニュージェント・バンドのチャーリー・ハーンがボーカルで参加している。
「ヒロシマ」は、広島市への原子爆弾投下を直接的に歌った反戦歌である。「悲しき願い」は、アニマルズ等の演奏で知られる曲のカヴァーである。「ニュークリア・アタック」は、ムーアが全面参加したグレッグ・レイクのソロ・アルバム『グレッグ・レイク&ゲイリー・ムーア』（1981年）にも提供されていた。

## 反響・評価
日本のオリコンLPチャートでは8週トップ100入りし、最高31位を記録した。Eduardo Rivadaviaはオールミュージックにおいて5点満点中2.5点を付け、アルバム全体に関して「『ダーティ・フィンガーズ』の収録曲は、基本的に生々しく頑固なヘヴィ・ロックの美学が貫かれており、それ故このタイトルになったのだろう」「ゲイリー・ムーアのアルバムとしては、興味深いが必聴とまでは言えない」、「レスト・イン・ピース」に関して「ムーアが1980年代に発表してきた柔和なバラードの典型」と評している。

## 収録曲
特記なき楽曲はゲイリー・ムーア作。2.はインストゥルメンタル。
1. ヒロシマ - "Hiroshima" – 4:29
2. ダーティ・フィンガーズ - "Dirty Fingers" – 1:09
3. バッド・ニュース - "Bad News" – 5:06
4. 悲しき願い - "Don't Let Me Be Misunderstood" (Bennie Benjamin, Sol Marcus, Gloria Caldwell) – 3:37
5. ラン・トゥ・ユア・ママ - "Run to Your Mama" – 4:44
6. ニュークリア・アタック - "Nuclear Attack" – 5:11
7. キッドナップト - "Kidnapped" – 3:50
8. リアリィ・ゴナ・ロック - "Really Gonna Rock" – 3:49
9. ロンリー・ナイツ - "Lonely Nights" – 3:58
10. レスト・イン・ピース - "Rest in Peace" – 6:01

## 参加ミュージシャン
- ゲイリー・ムーア - ギター、ボーカル
- チャーリー・ハーン - リード・ボーカル
- ドン・エイリー - キーボード
- ジミー・ベイン - ベース
- トミー・アルドリッジ - ドラムス